# Familia Reyes Patria
La familia Reyes Patria es una familia colombiana de origen español que formó parte de la aristocracia colonial como una de las familias más involucradas con los esfuerzos militares por liberar a Colombia de la corona española durante la Independencia colombiana.
Fue prominente en la Colombia colonial y alcanzó gran influencia político-militar, especialmente en Boyacá, Colombia. La familia poseía varios negocios comerciales entre Sogamoso, Boyacá y Cúcuta, Boyacá. Es conocida por el general y héroe de la independencia de Colombia y Venezuela Juan José Reyes Patria Escobar: a quien Simón Bolívar le otorgó el apellido de Reyes Patria en honor a su heroísmo en el desarrollo de la creación de la Nueva Granada, Batalló en el Pantano de Vargas y otras grandes batallas independensitas.
El General "Reyes-Patria" era nieto de José de los Reyes, quien fue Alcalde de Santa Rosa de Viterbo, en el Virreinato de la Nueva Granada. Entre los diferentes miembros de la familia se encuentran el general Gabriel Reyes Patria, hijo del prócer, Manuel Reyes Patria, el piloto Jaime Reyes Patria Pardo, Camilo Reyes Rodríguez embajador de Colombia en EEUU, Pablo Acosta Reyes, educador. Por línea paterna son descendientes directos del Gobernador Conquistador Juan Bautista de los Reyes pacificador de los pijaos, terrateniente, hombre guerrero, próspero y que da origen al linaje Reyes, nacido en Burgos, España ; Comparten ascendencia con Rafael Reyes, presidente de Colombia de 1904 a 1909.
La Casa museo colonial del General Juan José Reyes Patria todavía existe en el centro del municipio de Corrales, Boyacá, Colombia.

## Toponimia
- Colegio Cooperativo Reyes Patria, Sogamoso, Colombia.
- Institución Educativa Juan José Reyes Patria, Gámeza, Colombia.